# Болдырево (Астраханская область)
Болдырево — село в Володарском районе Астраханской области России. Входит в состав Большемогойского сельсовета. Население 557 человек (2010), 100 % из них — казахи .

## История
На карте 1941 года Болдырево обозначено как посёлок Красный.

## География
Болдырево расположено в юго-восточной части Астраханской области, в дельте реки Волги и находится на правом берегу рек Корневая и Зеленинская. Уличная сеть состоит из четырёх географических объектов: ул. Молодежная и Молодежный пер., ул. Набережная, ул. Школьная.
Абсолютная высота 25 метров ниже уровня моря
.
Климат
резко континентальный с жарким сухим летом, холодной и малоснежной зимой, самый жаркий месяц — июль. Абсолютный максимум — 40 градусов. Самый холодный период — январь-февраль с абсолютным минимумом -40 градусов.

## Население
| 2002 | 2010 |
| ---- | ---- |
| 519  | ↗557 |

Национальный и гендерный состав
По данным Всероссийской переписи в 2010 году, численность населения составляла 557 человек (288 мужчины и 269 женщин, 51,7 и 48,3 %% соответственно).
Согласно результатам переписи 2002 года, в национальной структуре населения казахи составляли 100 % от общей численности населения в 517 жителей.
| Национальность | Численность (2010) | Процент |
| -------------- | ------------------ | ------- |
| Казахи         | 549                | 97,7%   |
| Корейцы        | 4                  | 0,7%    |
| Татары         | 4                  | 0,7%    |
| Не указана     | 5                  | 0,9%    |
| Всего          | 562                | 100%    |

## Инфраструктура
сельский клуб с. Болдырево, библиотека с. Болдырево

## Транспорт
Проходит автодорога регионального уровня Володарский — Цветное (идентификационный номер 12 ОП РЗ 12Н 031). Остановка общественного транспорта «Болдырево (Астраханская область)».